# Nhà hát Łaźnia Nowa

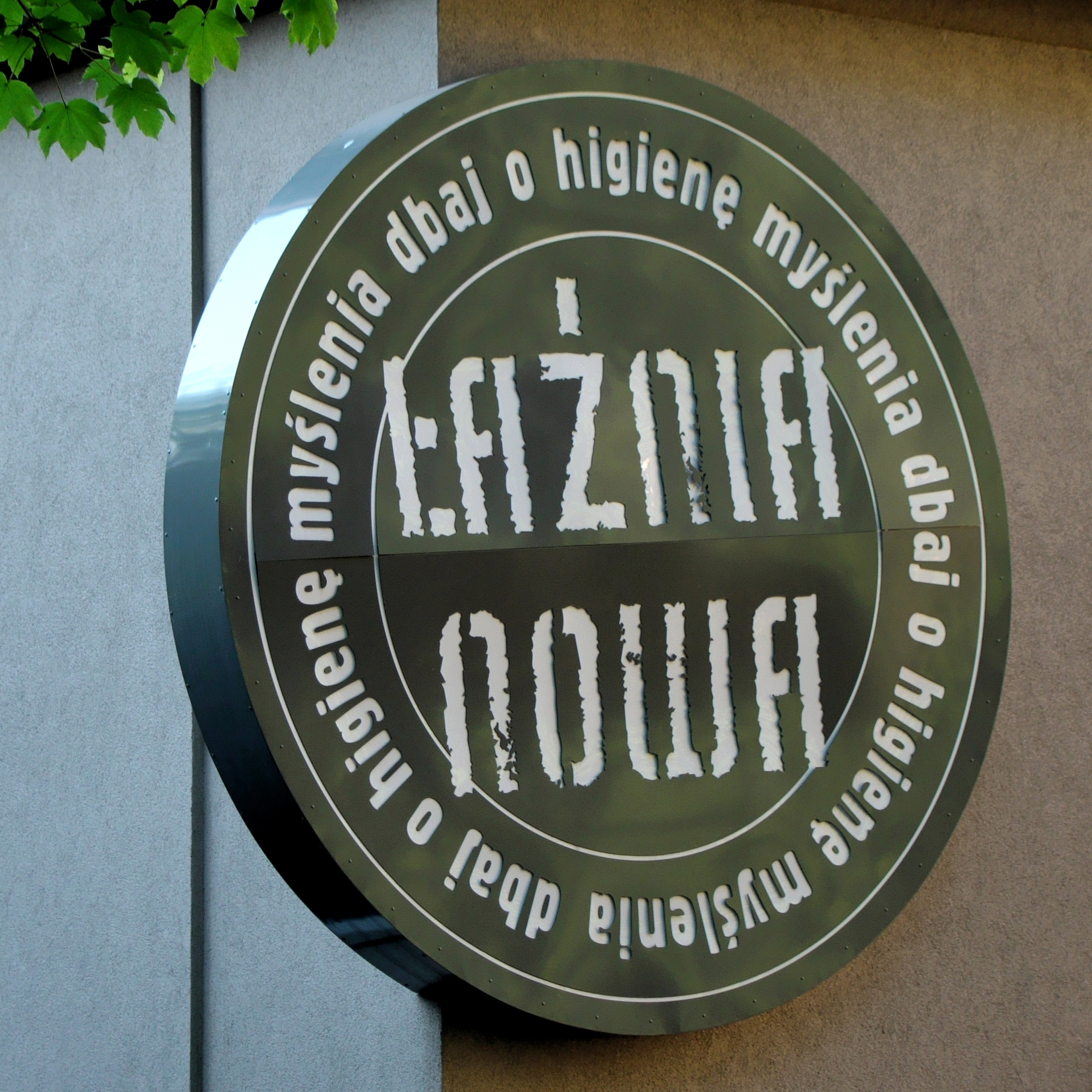
Bảng hiệu của nhà hát

Nhà hát Łaźnia Nowa là nhà hát kịch mới nhất ở Kraków, Ba Lan, được thành lập năm 2005. Nó nằm ở quận Nowa Huta, được xây dựng theo chính sách của chủ nghĩa hiện thực xã hội chủ nghĩa Cộng sản những năm 1950. Nhà hát đang tọa lạc trong các phòng hậu công nghiệp của một trường kỹ thuật cũ.
Nhà hát Łaźnia Nowa có trước Nhà hát Łaźnia, cái nằm ở Kazimierz (quận Do Thái cũ của Krakow). Nhà hát ban đầu được đặt trong một hầm chứa từng là bể ngâm của người Do Thái  Lưu trữ ngày 23 tháng 7 năm 2021 tại Wayback Machine, do đó có tên łaźnia (nhà tắm công cộng ở Ba Lan). Sau khi nhà hát được chuyển đến quận Nowa Huta (nghĩa đen là New Steelworks), từ Nowa (Mới) đã được thêm vào tên của nó.

## Triết lý nghệ thuật
Những người gây dựng nên nhà hát khẳng định rằng tất cả tác phẩm nghệ thuật đều truyền tải một thông điệp tích cực, là kết quả từ chính hành động sáng tạo. Thông qua tác phẩm của mình, họ truyền bá thông điệp tương tự về địa phương của họ. Nhà hát được bao quanh bởi các khối căn hộ, không gian xanh, nhà thờ và siêu thị. Mục tiêu của nó là phản ánh bức tranh về đời sống của khu phố bao gồm cả những người sống và làm việc ở đó.
Quận Nowa Huta, được xây dựng như một thị trấn công nghiệp vệ tinh của chính phủ cộng sản, luôn được sử dụng để gợi lên những cảm xúc mạnh mẽ. Được quy hoạch như một trung tâm công nghiệp nặng khổng lồ, Nowa Huta cũng trở thành một thị trấn lý tưởng cho việc tuyên truyền của cộng sản. Đó là bức thông điệp của chính trị và xã hội ở Ba Lan. Cư dân của Nowa Huta bị ảnh hưởng mạnh mẽ bởi lịch sử của nó cho đến thời kỳ cuối chủ nghĩa cộng sản. Từng là một trong những địa điểm yêu thích của Giáo hoàng John Paul II và là trung tâm của phong trào kháng chiến Đoàn kết, sự nổi tiếng về công nghiệp của Nowa Huta đã sụp đổ và trở nên rập khuôn bởi các phương tiện truyền thông đại chúng theo kiểu tiêu cực. Nhà hát Łaźnia Nowa hoạt động nhằm thách thức những khuôn mẫu như vậy.

## Chương trình gần đây
- Cukier w Normie, được công chiếu vào tháng 4 năm 2005
- Mieszkam tu, tháng 5 năm 2005
- Oedipus - bộ phim từ Nowa Huta,[3] tháng 11 năm 2005
- Từ Ba Lan với tình yêu,[4] Tháng 3 năm 2006